# Pierre Fleurquin
Pierre Fleurquin, né le 21 février 1905 à Lille (Nord) et mort le 30 août 1971 à Llafranch (Espagne), est un aviateur français, qui termine sa carrière au grade de général de brigade aérienne.

## Biographie
Affecté en 1932 comme officier instructeur à l'école de perfectionnement de pilotage d'Étampes, il y reste près de huit ans et crée la patrouille acrobatique dite « patrouille d’Étampes », ancêtre de la patrouille de France, qui vole sur Morane-Saulnier MS.225 et qui représente la France lors de nombreux meetings internationaux jusqu'en 1937. Il est l’inventeur de l’expression « voltige aérienne », jusqu'alors nommée « acrobatie aérienne ». "La voltige, écrit-il en 1938, en affrontant tous les cas de vol, en exploitant toutes les conditions même mauvaises, donne à celui qui la pratique un sens de l'air et des possibilités de l'avion que tout autre pilote, aussi expérimenté soit-il, n'acquerra jamais." 
En mai 1940, il rejoint le Groupe de Chasse 1/3 et participe à la Bataille de France durant laquelle il obtient trois victoires aériennes. En novembre 1942, après l'invasion de la zone libre, il rejoint le Maroc avec son escadrille, puis l’Angleterre. Au début de 1944, il commande le Squadron no 329 qui vole sur Supermarine Spitfire et prend une part active aux opérations du Débarquement de Normandie. 
De 1945 à 1947, il sert en Indochine comme sous-chef particulier du Haut-Commissaire de France. Rentré en France, il est ensuite affecté en Allemagne pour y commander la base aérienne tactique 136 Friedrichshafen, fonction qu'il assura jusqu'en 1949, puis l'École des opérations combinées de Meersburg jusqu'en 1952. Apr̠ès un passage de quelques mois au SHAPE (Supreme Headquarters Allied Powers Europe), il est appelé comme adjoint tactique auprès du commandant le 1er CATAC. Le 17 juillet 1954, il prend le commandement de l'air en Afrique orientale française à Madagascar, poste qu'il conserve jusqu'en 1957. En avril 1955, il est promu général de brigade aérienne. Il termine sa carrière le 21 février 1958. 

## Distinctions
- Grand officier de la Légion d'Honneur en juin 1956
- Croix de guerre 1939-1945 avec 4 citations
- La promotion 1981 de l’École militaire de l'air porte son nom.

## Sources
- Revue de L'armée de l'Air, juin 1938
- Trait d'union avec le ciel, Marcel Doret, France-Empire, 1954.
- Le Grand naufrage, Jules Roy, Julliard, 1966.
- L'Armée de l'air, 1934-2009, Service historique de la Défense, 2009.
- http://www.traditions-air.fr
- Le livre d’Or de l’aviation malgache, Christine Pénette Lohau et Jean Pierre Penette
- Bernard Marck, Dictionnaire universel de l'aviation, Paris, Tallandier, 2005, 1128 p. (ISBN 2-84734-060-2), p. 383-384.